# RLC Hornu

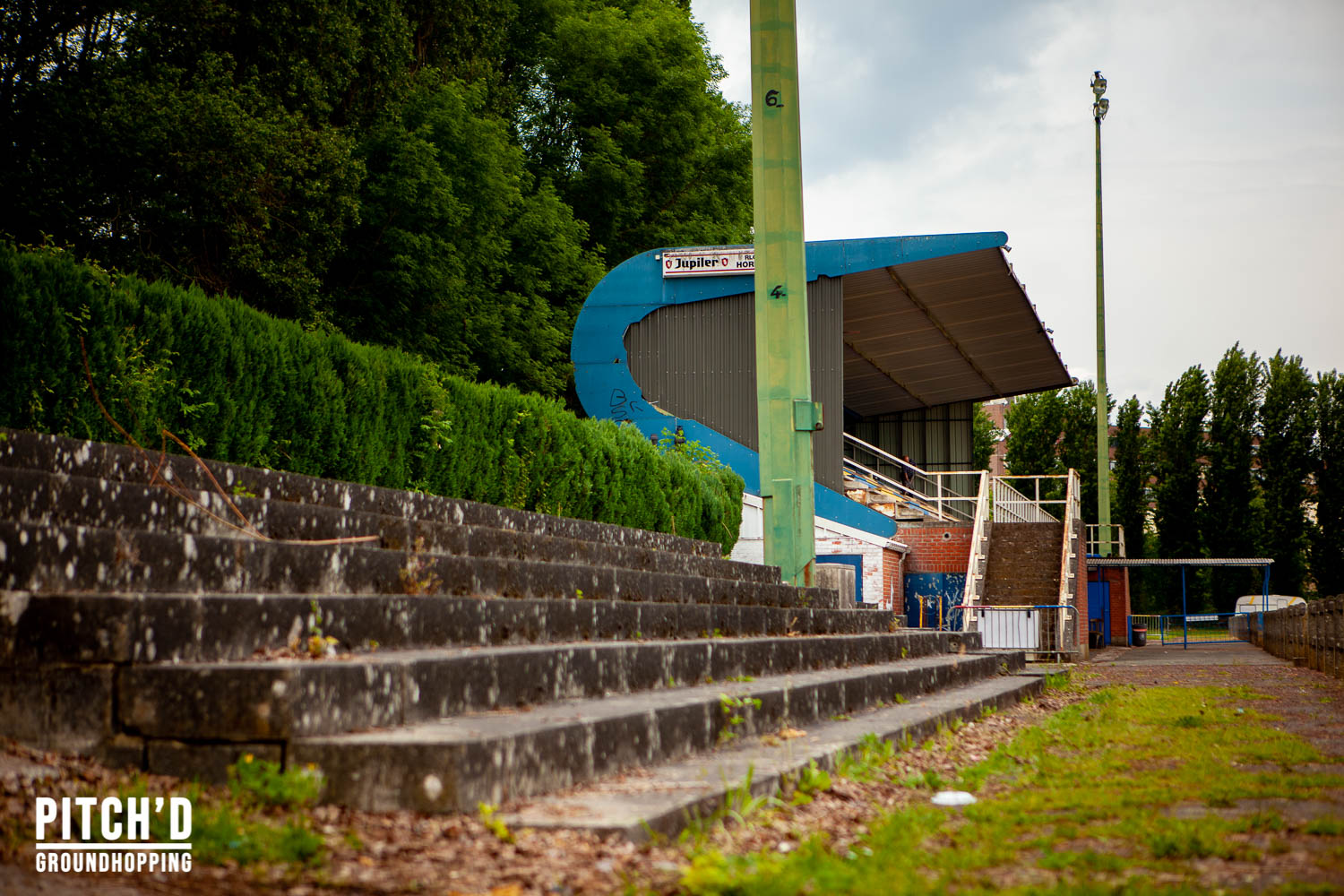
Stadion RLC Hornu

RLC Hornu is een Belgische voetbalclub uit Hornu. De club is aangesloten bij de KBVB met stamnummer 129 en heeft blauw en geel als clubkleuren. De club is een van de oudere van het land en speelde in haar bestaan enkele jaren in de nationale reeksen.

## Geschiedenis
In 1921 sloot Léopold Club Hornu zich aan bij de Belgische Voetbalbond. Men ging er in de provinciale reeksen spelen. Bij de invoering van de stamnummers in 1926 kreeg men nummer 129 toegekend.
Léopold Club Hornu bleef in de provinciale reeksen spelen tot men na de Tweede Wereldoorlog in 1947 voor het eerst promoveerde naar de nationale bevorderingsreeksen, in die tijd het derde niveau. Men eindigde daar het eerste seizoen echter op twee na laatste en na een jaar degradeerde Hornu weer.
Na twee jaar provinciaal voetbal promoveerde Hornu in 1950 nog eens naar de nationale reeksen. Ditmaal kon de club er zich wel handhaven. In het tweede seizoen eindigde LC Hornu er al op een vijfde plaats, maar in 1952 werden grote competitiehervormingen doorgevoerd. Er werd een vierde nationale niveau ingevoerd en het aantal clubs in de hogere reeksen werd gereduceerd. De club bleef wel nationaal voetbal spelen, maar moest omwille van de inkrimping wel een niveau zakken naar de Vierde Klasse die nu de bevorderingsreeksen vormde. RLC Hornu bleef daar nog enkele jaren, maar toen men in 1955 laatste eindigde, zakte de club na vijf jaar nationaal voetbal weer naar Eerste Provinciale.
RLC Hornu bleef de volgende decennia in de provinciale reeksen spelen. Halverwege de jaren 90 maakte de club nog eens een opgang. Dankzij een titel in Tweede Provinciale keerde men in 1996 terug in Eerste Provinciale en een jaar later bereikte men daar al met succes de eindronde. Na 42 jaar provinciaal voetbal promoveerde de club zo in 1997 nog eens naar de nationale Vierde Klasse. De terugkeer werd geen succes, want men eindigde daar het volgend seizoen als laatste en degradeerde terug naar Eerste Provinciale.
Ondanks enkele eindronden kon RLC Hornu de volgende jaar geen nieuw promotie bemachtigen en enkele jaren later zakte men verder naar Tweede Provinciale.
In het seizoen 2018-2019, werd via de eindronde wel terug gepromoveerd naar 1e Provinciale.

## Bekende spelers
- Michel Wintacq